# Prozess mit stationären Zuwächsen
Der Prozess mit stationären Zuwächsen, auch Prozess mit stationären Inkrementen genannt, ist ein Begriff aus der Theorie der stochastischen Prozesse, einem Teilgebiet der Wahrscheinlichkeitstheorie. Anschaulich hat ein Prozess stationäre Zuwächse, wenn die Änderung des Prozesses in einem festen Zeitschritt sich nicht im Laufe der Entwicklung des Prozesses ändert. Beispiele für Prozesse mit stationären Zuwächsen sind der Lévy-Prozess und damit auch der Poisson- und der Wiener-Prozess.

## Definition
Ein reellwertiger stochastischer Prozess {\displaystyle (X_{t})_{t\in T}} mit Indexmenge {\displaystyle T\subset \mathbb {R} }, die abgeschlossen bezüglich Addition ist, heißt ein Prozess mit stationären Zuwächsen genau dann, wenn für beliebige {\displaystyle p,q,r\in T} die Verteilung der Zufallsvariablen
{\displaystyle Y_{1}=X_{p+q+r}-X_{q+r}}
mit der Verteilung der Zufallsvariablen
{\displaystyle Y_{2}=X_{p+r}-X_{r}}
übereinstimmt. Ist {\displaystyle 0\in T}, so genügt es {\displaystyle r=0} zu setzen.

## Beispiel
Betrachte als Beispiel die symmetrische Irrfahrt auf {\displaystyle \mathbb {Z} }, also den stochastischen Prozess, der definiert ist durch
{\displaystyle X_{0}=0}
und {\displaystyle X_{n}=\sum _{i=1}^{n}Z_{i}}
für {\displaystyle n\in \mathbb {N} }, wobei die {\displaystyle Z_{i}} unabhängige Rademacher-verteilte Zufallsvariablen sind. Es gilt also {\displaystyle P(Z_{n}=-1)=P(Z_{n}=1)={\tfrac {1}{2}}}.
Wegen {\displaystyle T=\mathbb {N} } ist demnach {\displaystyle 0\in T}, es genügt also {\displaystyle r=0} zu setzen. Es folgt
{\displaystyle Y_{1}=\sum _{i=1}^{p+q}Z_{i}-\sum _{i=1}^{q}Z_{i}=\sum _{i=q+1}^{p+q}Z_{i}}
und 
{\displaystyle Y_{2}=\sum _{i=1}^{p}Z_{i}-X_{0}}.
Sowohl {\displaystyle Y_{1}} als auch {\displaystyle Y_{2}} sind demnach die Summe von {\displaystyle p} unabhängigen Rademacher-verteilten Zufallsvariablen und haben somit dieselbe Verteilung. Also ist die symmetrische Irrfahrt auf {\displaystyle \mathbb {Z} } ein Prozess mit stationären Zuwächsen.